# Ядерная артиллерия

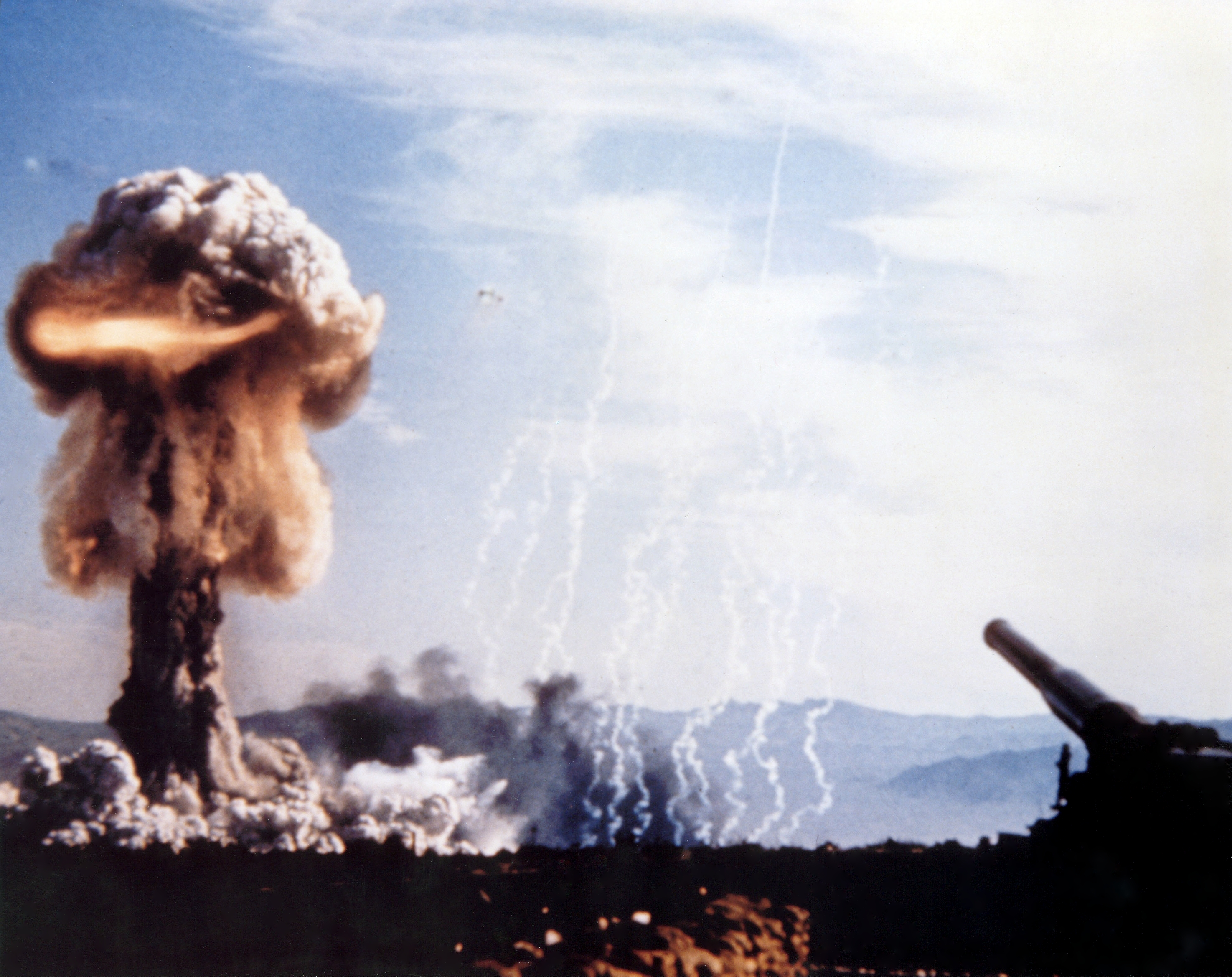
Операция Upshot-Knothole Grable — американское испытание ядерного артиллерийского снаряда в 1953 году на полигоне в штате Невада.

Ядерная артиллерия — артиллерийские части и подразделения, имевшие на вооружении специальные артиллерийские орудия, предназначавшиеся для стрельбы снарядом с ядерным зарядом.

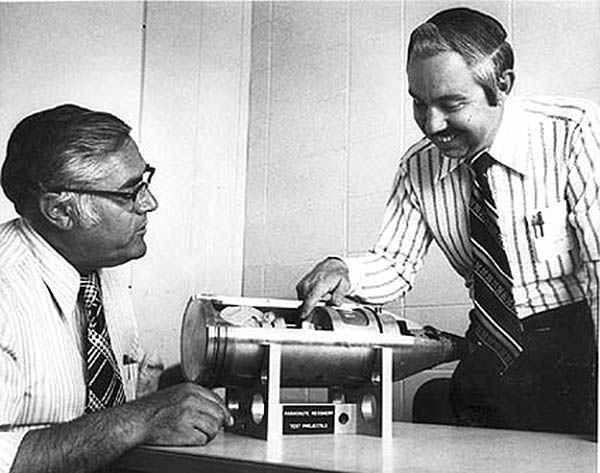
Конструкторы и макет W48, 155-мм артиллерийского снаряда c ядерным зарядом.

## История

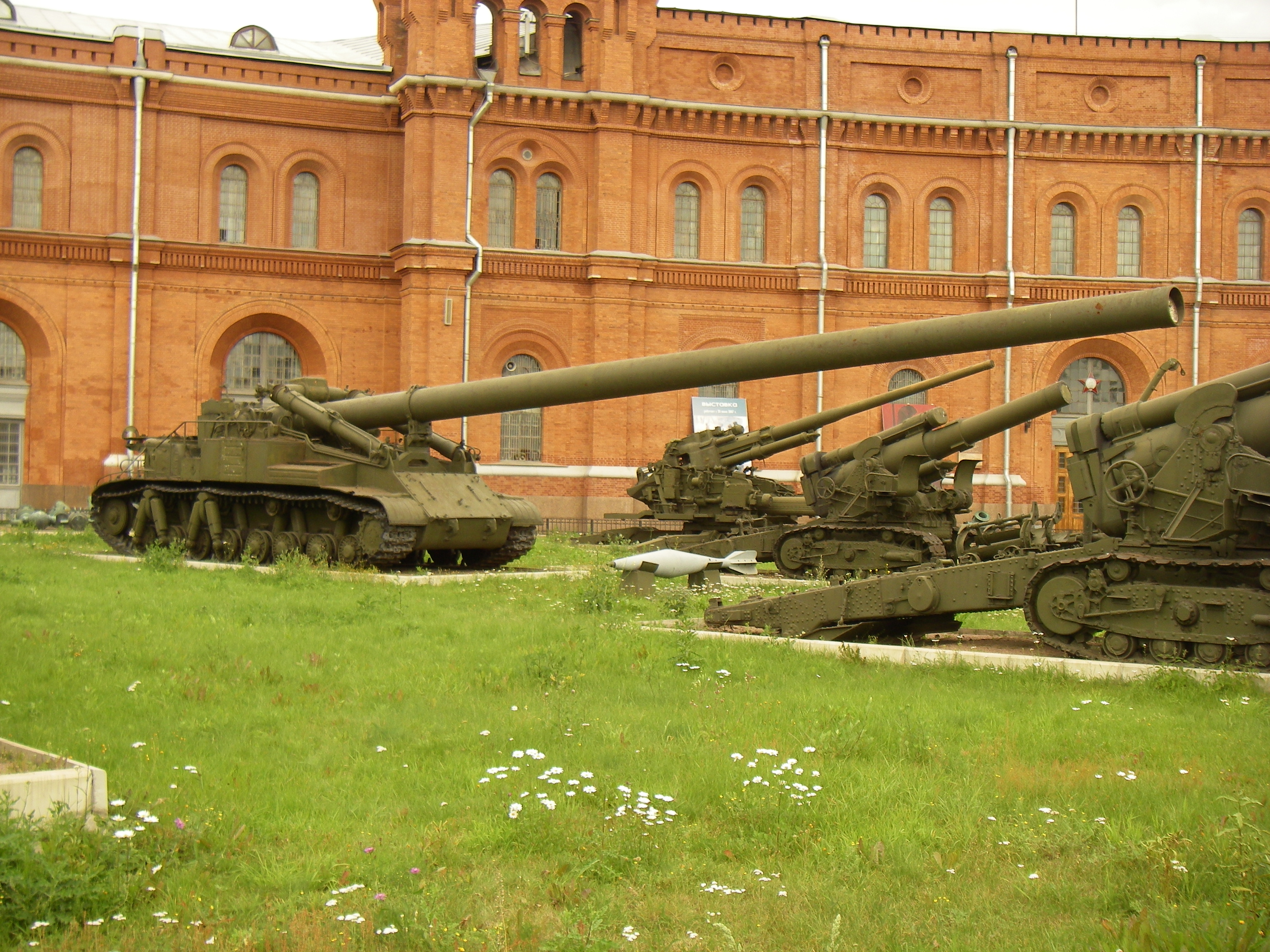
2Б1 «Ока» — советский 420-мм миномёт, предназначенный для стрельбы атомными минами, в Артиллерийском музее Санкт-Петербурга

Исторически целью разработки ядерной артиллерии было стремление наносить точные атомные удары по переднему краю противника в непосредственной близости от своих сил. Ракетное оружие в 1950-х все ещё было недостаточно надёжно, длительное время готовилось к применению, а самое главное, обладало недостаточной точностью — что, в ситуации применения ядерного оружия для непосредственной поддержки войск на линии фронта, было неприемлемо. В то же время, обычная ствольная артиллерия достигла чрезвычайно высокой степени технического совершенства: артиллерийские орудия были надёжны, сравнительно просты в эксплуатации и обладали вполне достаточной точностью.
История ядерной артиллерии началась в 1953 году в США с испытания 280-мм артиллерийского атомного снаряда W-9 мощностью 15 кТ к пушке M65, основанного на пушечном урановом заряде, прежде применённом в атомной бомбардировке Хиросимы в бомбе Mk-1 «Малыш». Всего было произведено 80 снарядов такого типа, единственное испытание было произведено в операции Upshot-Knothole зарядом Grable. В дальнейшем проходили испытания модифицированного заряда W-19 в операции Plumbbob-Priscilla мощность заряда составляла 37 килотонн.
Ядерная артиллерийская система — это оружие армейских артиллерийских подразделений. Ядерная артиллерия в связи с применением ядерного оружия на поле боя интегрирована в сухопутную военную тактику. В качестве артиллерийских средств ядерного поражения противника могут выступить артиллерийские орудия, безоткатные орудия и ракеты способные применять ядерные боеприпасы. Ядерный артиллерийский снаряд имеет ограниченную мощность, так как ограничен калибрами существующих артиллерийских систем.
В сентябре 1991 года Джордж Буш-старший выступил с инициативой радикального сокращения тактического ядерного оружия, которое подразумевало ликвидацию тактических ядерных ракет на надводных кораблях и полную ликвидацию артиллерии способной применять подобные боеприпасы. США и Россия не заключили по этому поводу Договор, но Борис Ельцин 29 января 1992 года выпустил постановление «О политике России в области ограничения и сокращения вооружений». Как отмечал Борис Ельцин, США и Россия выполняли данные действия по разоружению хотя и без договора, «параллельно» и «по доброй воле». Тем не менее, данные намерения не были реализованы, так как заявленный Борисом Ельциным отказ от разработки новых крылатых ракет не состоялся, и было создано целое семейство новых крылатых ракет морского базирования «Калибр», что объяснялось несоблюдением договоров со стороны Вашингтона. Судьба ядерных артиллерийских боеприпасов остаётся неясной. Известно, что в 2000 году российское Правительство заявляло о ликвидации «части» ядерных снарядов. Однако, как отмечают эксперты, США и Россия в договорах таких как Договор о сокращении стратегических наступательных вооружений не смогли найти формулировок для ядерной артиллерии. Дело в том, что уничтожение самих по себе ядерных снарядов не является существенным, так как при наличии существенных запасов у США и РФ оружейного плутония их довольно просто создать снова. Более важным является уничтожение носителей оружия, как в своё время были уничтожены ракеты средней и малой дальности. Однако в случае артиллерии это означало бы ликвидацию полевой артиллерии и США и России, что является полным абсурдом. Поэтому угроза применения в ходе вероятного вооружённого конфликта артиллерийских систем, способных стрелять ядерными боеприпасами, сохраняется.
Часть экспертов полагают, что ведётся даже разработка новых 152-мм ядерных артиллерийских боеприпасов для артиллерийских систем на платформе Армата. Другая часть экспертов заявляет, что часть советских 152-мм ядерных снарядов как 3БВ3, которые не ликвидированы в 2000 году, могут использоваться в 152-мм САУ как «Мста-С».

## Концепция
Концепция ядерной артиллерии предполагает использование ядерных снарядов в непосредственной близости от линии фронта, в присутствии своих войск. Ядерные пушки используются для:
- Прорыва линии фронта путём нанесения атомных ударов непосредственно по позициям неприятеля и последующим введением в образовавшиеся бреши собственных войск.
- Срыва наступления противника путём нанесения атомных ударов по наступающим войскам, районам тактического сосредоточения в прифронтовой полосе
- Контрбатарейной борьбы путём эффективного накрытия ядерными ударами артиллерийских батарей противника или принуждения таковых к молчанию угрозой раскрытия их позиций для ядерного удара
- Поражения ближнего тыла противника, его запасов, складов, транспортных объектов

Основным преимуществом ядерной артиллерии является возможность радикального увеличения огневой мощи орудийных систем без существенных логистических затруднений. Один ядерный снаряд, выпущенный из единственной пушки, эквивалентен по разрушительной мощи многим часам сосредоточенного обстрела из сотен или даже тысяч орудий. Использование тактического ядерного оружия позволяет радикально усилить огневую мощь войск скрытно и непредсказуемо для неприятеля — атомные снаряды, и даже атомные артсистемы намного легче передислоцируются, чем дивизии и батареи артиллерии, и менее заметны для противника.

## Образцы

### Американская ядерная артиллерия
Американская армия начала разработку ядерных артиллерийских снарядов и артсистем, способных их применять, в конце 1940-х. Этому способствовало наличие у американских ядерных лабораторий опыта работы над ядерными бомбами «пушечной» схемы; хотя эта схема была дорогой и малоэффективной, она позволяла создать сравнительно миниатюрный ядерный снаряд небольшого диаметра.

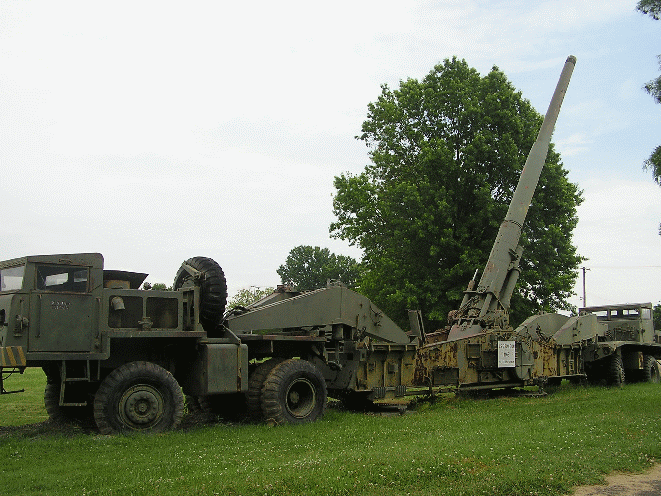
Американская 280-мм атомная пушка M65, разработанная в 1950-х годах для стрельбы ядерным снарядом W-9 массой около 360 кг (Абердинский музей)

Первым ядерным снарядом на вооружении армии США стал W9, калибром 280 миллиметров, принятый на вооружение в 1952 году. Он предназначался для применения из крупнокалиберной пушки M65, ставшей первым образцом ядерной артиллерии, принятым на вооружение. Снаряд имел тротиловый эквивалент около 15—20 Кт и мог быть запущен на расстояние до 32 километров. В 1955 году, W9 был заменен аналогичным по эквиваленту но более современным снарядом W19, который, в свою очередь, был снят с вооружения в 1963 году.
Несмотря на свои широкие возможности, специализированные «ядерные пушки» M65 не вполне устраивали военных. Эти громоздкие орудия были дорогими, сложными в эксплуатации и испытывали проблемы с перемещением по пересечённой местности. С точки зрения полевого развертывания, гораздо более удобным оружием были бы атомные снаряды для обычной армейской артиллерии — калибром 155—203 мм. Первый подобный снаряд — W33, калибром в 203 миллиметра — был принят на вооружение в 1957 году. Снаряд имел необычный титановый корпус для уменьшения веса при сохранении прочности стенок; он все ещё основывался на «пушечной» схеме, но по имеющимся данным, в нём была применена т. н. двойная пушечная схема, когда урановая «пуля» и «мишень» выстреливались навстречу друг другу с разных концов снаряда. В результате, удалось при той же скорости сборки значительно уменьшить габариты снаряда, эквивалент которого мог варьировать от 1 и до 40 килотонн. Более 2000 снарядов такого типа состояло на вооружении с 1957 по 1992 год.
Проблемой снарядов «пушечной» схемы была их низкая относительная эффективность и высокая стоимость, вызванная применением в них дорогого обогащённого урана. Тем не менее, более эффективные и дешевые плутониевые бомбы на имплозионной схеме долгое время не удавалось сделать достаточно компактными, чтобы поместить в орудийный ствол. Только в 1960-х, с развитием технологий линейной имплозии, стало возможным создать артиллерийский снаряд, основанный на имплозии — W48 под стандартный калибр 155 миллиметров. Ввиду небольшого тротилового эквивалента (не более 70-100 тонн), основным поражающим фактором этого снаряда был мощный поток нейтронного излучения. Более 1000 таких снарядов состояли на вооружении до 1992 года.
В 1961 году, американскими инженерами было создано уникальное ядерное оружие батальонного уровня — безоткатное орудие «Дэйви Крокетт», стреляющее субкилотонной надкалиберной боеголовкой с ядерным зарядом W54. Это компактное переносное орудие предназначалось для качественного усиления пехоты на батальонном уровне, де-факто придавая каждому батальону огневой эквивалент дивизионного парка артиллерии. Небольших размеров надкалиберная боеголовка, эквивалентом от 10 до 20 тонн, была, в первую очередь, радиационным оружием, основным поражающим фактором которого была не ударная волна, но мощный выброс нейтронов. Ядерные системы «Дэйви Кроккет» были развернуты в передовых американских частях в Западной Германии а также в некоторых парашютно-десантных частях, и были сняты с вооружения в 1971 году.
С совершенствованием ракетного оружия, развитие артиллерийских ядерных систем в армии США было оттеснено на второй план. В конце 1960-х были разработаны два новых типа снарядов — W-74 под калибр 155-мм и W-75 под калибр 203-мм — но в 1971 году их разработка была отменена. Эти снаряды должны были стать нейтронными боеприпасами с тротиловым эквивалентом около 100 тонн.
Последним ядерным снарядом армии США был W79, разработанный в 1976 году. Созданный под калибр 203 миллиметра, этот снаряд использовал дейтериево-тритиевую смесь для увеличения мощности ядерной реакции и производился в двух модификациях; Mod 0 имела контролируемую мощность от 100 тонн и до 1,1 килотонны, а Mod 1 имел фиксированную мощность в 0,8 килотонны. Имелась также опциональная функция впрыска дополнительной дейтериевой смести, что увеличивало выход нейтронов и превращало боеприпас в нейтронное оружие. Более 550 снарядов этого типа состояли на вооружении до 1992 года. Планировавшаяся разработка аналогичного по конструкции снаряда W-82 под 155-мм калибр несколько раз приостанавливалась и была отменена в 1990 году.
Военно-морской флот США в начале 1950-х принял на вооружение 406-мм ядерный снаряд W23. По конструкции, этот снаряд представлял собой версию армейского 280-мм снаряда W19, помещённую в более крупный корпус. Снаряд предназначался для применения из орудий линкоров типа «Айова», погреба которых были переоборудованы под хранение ядерных боеприпасов. Однако, на борту линкоров эти снаряды никогда не развертывались, и в 1962 году были списаны. Флот не проявил большого интереса к ядерной артиллерии, считая, что ракетное оружие — в том числе зенитные ракеты с ядерными боевыми частями, имевшиеся на вооружении всех ракетных крейсеров США — будут более эффективны в случае необходимости нанесения тактических ядерных ударов.
В 1992 году армия США сняла с вооружения свои ядерные артиллерийские боеприпасы. В настоящее время разработка таковых не планируется, хотя потенциально современные ядерные технологии позволяют создавать значительно более компактные и эффективные артиллерийские ядерные боеприпасы чем в XX веке.

### Советская атомная артиллерия
Первый советский ядерный снаряд «Конденсатор» для 406-мм пушки СМ-54 (2А3) был выпущен в 1956 году. Также в 1957 году был произведён минометный выстрел для 420-мм гладкоствольного миномёта 2Б1 «Ока» — «Трансформатор». Созданные системы оказались слишком дорогостоящими. Были произведены ограниченной серией и переданы на вооружение 2-го артиллерийского Кенигсбергского полка РВГК (г. Луга). Полк был сформирован на базе 2-го пушечного артиллерийского Кенигсбергского полка ОМ (2 пап ОМ РВГК) и 316-го отдельного артиллерийского Кенигсбергского дивизиона ОМ (316 оадн ОМ РВГК). В соответствии с директивами главнокомандующего Сухопутными войсками № ОШ/2/244587 от 19 июля 1957 года и командующего артиллерией Советской армии № 777329-сс от 31 июля того же года на базе этих частей к ноябрю 1957 года надлежало сформировать 2-й артиллерийский Кенигсбергский полк РВГК, на вооружение которого должны были поступить новые системы атомной артиллерии. Приказом командующего войсками Ленинградского военного округа (ЛенВО) формирование полка было возложено на командира 2 пап ОМ РВГК полковника М. А. Терёхина, непосредственно руководил формированием полка командующий артиллерией ЛенВО генерал-лейтенант артиллерии М. А. Парсегов. К началу организационно-штатных мероприятий 2 пап ОМ РВГК включал шесть батарей, на вооружении которых состояли 12 орудий ОМ (по шесть 152-мм пушек Бр-2М и 210-мм пушек Бр-17). Предстояло свести батареи в два дивизиона трёхбатарейного состава, принять в состав полка 316 оадн ОМ, вооружённый 280-мм мортирами Бр-5, и на его базе создать третий дивизион. Полк был сформирован с 25 августа по 2 ноября 1957 года в городе Луга и в соответствии со штатом 8/765 от 4 июля 1957 г. организационно состоял из управления полка, трёх артдивизионов, взвода связи, полковой школы сержантов, подразделений технического и тылового обеспечения. В каждый дивизион входили две двухорудийные артиллерийские батареи и батарея управления. Всего на вооружении полка предполагалось содержать 12 систем ядерной артиллерии.
В ходе контрольно-сдаточных испытаний у этих систем атомной артиллерии был обнаружен ряд недостатков, которые требовали доработки, поэтому к началу формирования полка они не поступили на вооружение. Но с началом 1957/58 учебного года полк приступил к занятиям по боевой подготовке.
Они, как вспоминал начальник политотдела 2-го артиллерийского полка РВГК в 1958—1960 гг., ныне известный учёный-историк полковник в отставке М. И. Фролов, проводились на имевшемся вооружении с учётом специфики боевого применения атомной артиллерии. За три года и восемь месяцев существования полка его подразделения приняли участие в 10 крупных опытных, командно-штабных учениях и манёврах войск, проведённых вышестоящими 
штабами. Дважды полк подвергался внезапным проверкам боевой готовности с выводом подразделений в район сосредоточения. 14 раз проводились проверки боевой и политической подготовки подразделений полка. Полк провёл восемь дивизионных тактических учений с боевой стрельбой. Офицеры выполнили 86 боевых артиллерийских стрельб, в том числе 72 с разведывательно-корректировочным вертолётом (РКВ) как основным средством разведки, два раза участвовали и занимали призовые места в артиллерийско-стрелковых конкурсах, проводившихся штабом артиллерии округа. Школа сержантов произвела три выпуска, подготовив 212 младших специалистов.
В начале апреля 1960 г. командир, 10 офицеров, 25 сержантов и солдат 2-го артиллерийского полка РВГК убыли в Москву для подготовки к участию в первомайском параде войск и получили для этого четыре самоходных миномёта 2Б1 «Ока». После парада два самоходных миномёта № 59Б101 и № 59Б103, а также две самоходные транспортные машины СТМ-2Т-1 для перевозки выстрелов № 2Т159Б101 и № 2Т159103 были переданы на вооружение полка. С 7 сентября по 1 декабря того же года с 551 центральной автотранспортной базы Центрального автотракторного управления (ЦАВТУ) Минобороны СССР полк получил три САУ 2А3 «Конденсатор» и две СМУ 2Б1 «Ока». С того дня занятия в полку проходили только на новом вооружении в закрытом военном городке при строгом соблюдении режима секретности. На полигон новые орудия и миномёты выводили только ночью. В ходе батарейных тактических учений были выявлены недоработки ходовой части машин. Из-за большого веса гусеничные ленты базового шасси быстро изнашивались и выходили из строя. «Траков хватало на 20—25 км, потом приходилось менять. Представьте, как заменить гусеницу у шестидесятитонной машины, — вспоминал М. И. Фролов, — но трудности не пугали, личный состав понимал, оружие какой разрушительной мощи ему доверено».
В преддверии празднования 43-й годовщины Октябрьской революции полк вновь был привлечён к участию в параде на Красной площади. К тому времени ему были переданы восемь платформ для перевозки вооружения больших размеров. На шесть из них погрузили три САУ 2А3 и три СМУ 2Б1, замаскировали под народно-хозяйственные грузы и отправили к месту тренировок. Первое полковое учение с новым вооружением прошло в феврале 1961 года под руководством начальника ракетных войск и артиллерии ЛенВО. В нём участвовали управление и штаб полка со средствами управления, 1-й и 2-й артдивизионы, подразделения технического и тылового обеспечения. Первый этап прошёл на Лужском артиллерийском полигоне с выходом в район учения штатного вооружения и военной техники. К проведению второго этапа на Стругокрасненском полигоне привлекались только управление полка и дивизионов, 1, 2, 3, 4-й артиллерийских батарей с силами и средствами разведки и связи.
В мае 1961 года шесть систем атомной артиллерии в последний раз участвовали в параде на Красной площади.
В 1961 году на вооружение РВиА Сухопутных войск был принят ТРК второго поколения 2К6 «Луна», с появлением которого связан закат ядерной артиллерии. Системы 2А3 и 2Б1, разработанные как временные, подлежавшие замене по мере совершенствования (уменьшения размеров) ядерных боеприпасов, оказались ненужными. В качестве альтернативы им рассматривались 203-мм системы Б-4 (Б-4м) и 240-мм миномёты М-240, но бурное развитие ракетного вооружения не оставило шансов и им. В конце июля 1961 года 2-й артиллерийский полк РВГК был расформирован, на его базе созданы три формирования — ракетная бригада, ракетный дивизион и армейский артиллерийский полк.
Таким образом, через три с небольшим года после создания советская атомная артиллерия прекратила существование. Её опыт был востребован спустя десятилетие, когда на вооружение РВиА Сухопутных войск СССР вновь поступили ствольные системы, способные применять ядерные боеприпасы.
В 1965 году[что?] в СССР был принят на вооружение 152-мм ядерный боеприпас ЗБВ3 (1 Кт в тротиловом эквиваленте, вес 56 кг). К этому времени США уже обладали широкой номенклатурой различных ядерных артиллерийских систем.
Вызвано это было тем, что основной упор СССР делал на ракетной технике и направление специализированной ядерной артиллерии считалось малоперспективным. При этом создание унифицированных снарядов под уже существующую технику требовало определённых вложений и оригинальных решений. Кроме того, следует учитывать, что первые ядерные снаряды США использовали малоэффективную и очень дорогую «пушечную» схему, требовавшую значительного количества обогащённого урана — в то время как СССР бомбами «пушечной» схемы не занимался и экономически не мог позволить себе их массового производства.

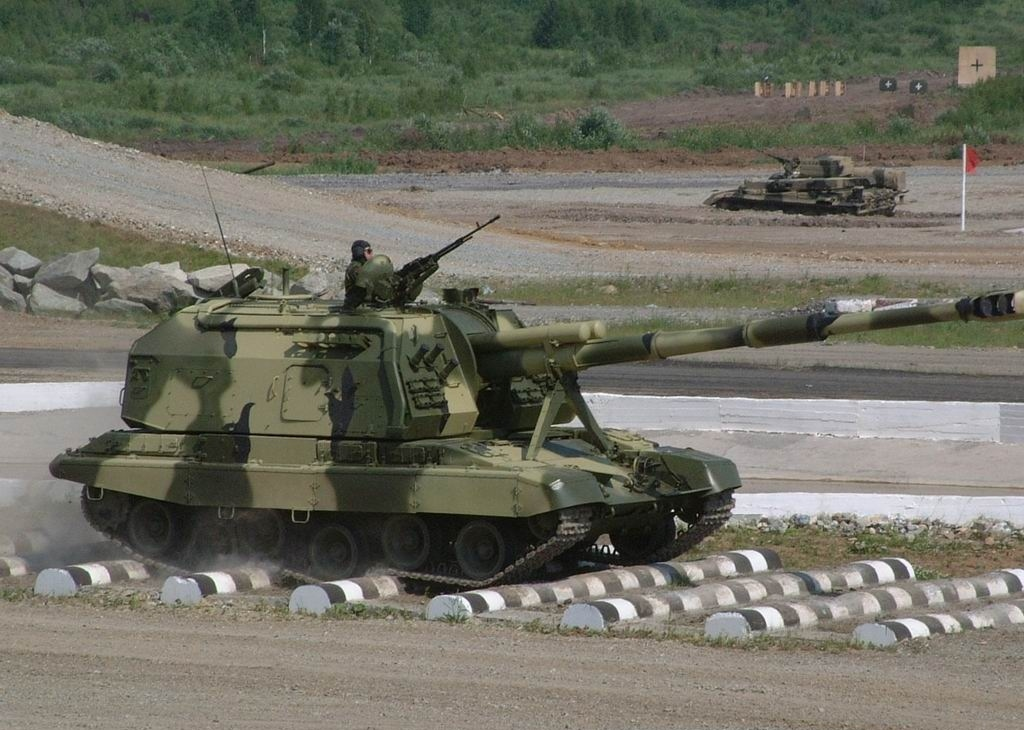
Современная российская самоходно-артиллерийская 152 мм установка 2С19 «Мста-С», способная стрелять ядерным боеприпасом 3БВ3 мощностью 1 Кт

В дальнейшем, в СССР были разработаны 180-мм снаряд ЗБВ1 под орудие C-23, 203-мм снаряд ЗБВ2 и 240-мм минометный снаряд ЗБВ4. Все эти снаряды, предположительно, имели эквивалент около 1 килотонны и не являлись нейтронными боеприпасами.
По официальным данным, к 2000 году Россия сняла с вооружения и демонтировала все артиллерийские ядерные боеприпасы.

### Другие страны
Во время «Холодной войны», ряд стран НАТО (включая Бельгию, Голландию, Германию, Грецию и Италию), не располагая собственной ядерной артиллерией, имел в составе своих вооружённых сил атомные артиллерийские части, вооружённые американскими системами. При этом, атомные боеприпасы в таковых считались собственностью вооружённых сил США и находились под контролем американских офицеров.
Великобритания рассматривала возможность создания собственной атомной артиллерии в 1950-х. В 1956, проект атомного снаряда «Yellow Anvil» (с англ. — «желтая наковальня») рассматривался в нескольких комбинациях; для 155-мм пушки, для 183-мм гаубицы BL 7.2-inch Mk.6 и для американской 203-мм пушки. По экономическим причинам, проект не был реализован.
В 1950-х возможность создания артиллерийского ядерного снаряда в калибре 155-мм рассматривалась Швецией, но проект не был реализован.
В настоящее время, нет достоверных данных о развертывании артиллерийских систем способных применять ядерные боеприпасы в других ядерных державах. Предполагается, что Китай располагает подобными системами, и считается возможным, что таковые могут быть (либо уже были) разработаны в Индии и Пакистане.